# Оукланд (Калифорнија)
Оукланд (енгл. Oakland) град је у америчкој савезној држави Калифорнија. По попису становништва из 2020. у њему је живело 440.646 становника. Осми је по величини град у Калифорнији.

## Географија
Оукланд се налази у источном делу залива Сан Франциска.
Пописни биро Сједињених Држава наводи да је укупна површина града 202 км2, укључујући 145 км2 копна и 57 км2 (28,48%) воде.
Становници Оукланда називају терен свог града „равницама“ и „брдима“. До скорашњих таласа џентрификације, ови термини су такође симболизовали дубоку економску поделу Оукланда, при чему су „брда“ означавала богатије заједнице. Око две трећине Оукланда лежи у равној равници Источног залива, док се једна трећина уздиже у подножје и брда Источног залива.
Пукотине дуж оближњег раседа Сан Андреас изазвале су јаке покрете земље у области залива Сан Франциска 1906. и 1989. Земљотреси у Сан Андреасу изазивају пузање (кретање које се јавља на земљотресним раседима) у раседу Хејворд, који пролази директно кроз Оукланд, Беркли, Сан Хозе и друге градове у области залива.

### Клима
Оукланд има топло летњу медитеранску климу са просеком од 260 сунчаних дана годишње. Генерално, град карактеришу топла, сува лета и хладне, влажне зиме.
На основу података које је прикупила Национална управа за океане и атмосферу, Оукланд је рангиран на првом месту по климатским условима међу градовима САД. Оукландску климу карактерише умерена и сезонска медитеранска клима. Лета су обично сува и топла, а зиме хладне и влажне. Има карактеристике које се налазе и у оближњим приобалним градовима попут Сан Франциска и у градовима у унутрашњости попут Сан Хозеа, што је чини топлијом од Сан Франциска и хладнијом од Сан Хозеа. Њен положај у заливу Сан Франциска преко пута моста Сан Франциско-Оукланд значи да северни део града може имати хладну морску маглу. Довољно је далеко у унутрашњости да магла често нестаје до поднева, што му омогућава типично сунчане калифорнијске дане. Брда имају тенденцију да имају више магле него равнице, јер се магла спушта са Берклија.

## Демографија
Према попису становништва из 2010. у граду је живело 390.724 становника, што је 8.760 (2,2%) становника мање него 2000. године.
|                   | 2010.            | 2000.            |
| Укупно            | 390 724 (100,0%) | 399 484 (100,0%) |
| Афроамериканци    | 109 471 (28,02%) | 142 460 (35,66%) |
| Белци             | 101 308 (25,93%) | 93 953 (23,52%)  |
| Хиспаноамериканци | 99 068 (25,35%)  | 87 467 (21,89%)  |
| Азијати           | 65 811 (16,84%)  | 60 851 (15,23%)  |
| Остали            | 15 066 (3,856%)  | 14 753 (3,693%)  |

## Спорт
Голден Стејт вориорси су кошаркашки клуб који се такмичи у НБА лиги у Пацифичкој дивизији Западне конференције. Од 1972. до 2019. Вориорси су своје утакмице играли у Арени Оукланд. Вориорси су освојили четири НБА шампионата.
Лас Вегас рејдерси су професионални тим америчког фудбала. Као домаћини, утакмице су играли на стадиону Окланд колосеум. Чланови су АФЦ-а и наступају у дивизији Запад. Клуб је основан 1960. и једном је мењао назив, у периоду 1982-84. звао се „Лос Анђелес рејдерси“.
„Рејдерси“ су били четири пута шампиони НФЛ-а, а последњи пут 1983.

## Партнерски градови
- Сантијаго де Куба
- Фуншал
- Ливорно
- Фукуока
- Нахотка
- Секонди Такоради
- Даљен
- Очо Риос
- Агадир
- Да Нанг
- Улан Батор

## Галерија
- Оукланд из ваздуха
- Оукланд ноћу
- Хотел Калифорнија, Оукланд